# Cribellopora napi
Cribellopora napi är en mossdjursart som beskrevs av Gordon 1989. Cribellopora napi ingår i släktet Cribellopora och familjen Lacernidae. Inga underarter finns listade i Catalogue of Life.